# آشیکاگا یوشی‌نوری
آشیکاگا یوشی‌نوری (به ژاپنی: 足利 義教 Ashikaga Yoshinori) (۱۳۹۴–۱۴۴۱) ششمین شوگون در شوگون‌سالاری آشیکاگا بود که از سال ۱۴۲۹ تا ۱۴۴۱ میلادی حکمرانی کرد. یوشینوری پسر سومین «شوگون» آشیکاگا یوشی‌میتسو بود. نام کودکی او هاروتورا (春寅) بود. در سال ۱۴۳۳، او شروع به گردآوری آخرین گلچین امپراتوری واکا (شعر)، «شینشوکوکین واکاشو» کرد، اما از دستور کار گردآوری آن که اقتدار او را تضعیف می‌کرد، راضی نبود.

## جانشینی و حکمرانی شوگون‌سالاری
پس از مرگ «شوگون» پنجم آشیکاگا یوشی‌کازو در سال ۱۴۲۵، چهارمین شوگون یعنی پدرش آشیکاگا یوشی‌موچی نقش خود را به عنوان رئیس شوگون از سر گرفت. یوشیموچی پسر دیگری نداشت و پیش از مرگ خود در سال ۱۴۲۸ جانشینی نیز برای خود انتخاب نکرد.
یوشینوری، که از ده سالگی یک راهب بودایی بود، در روز مرگ یوشیموچی شوگون شد. از میان تعداد انگشت شماری از نامزدهای احتمالی آشیکاگا، نام او توسط معاون شوگون (کانری)، هاتاکایاما میتسوایه انتخاب شد که در حرم معبد ایواشیمیزو در کیوتو قرعه کشی انجام داد و اعتقاد بر این بود که نفوذ هاچیمان این انتخاب فرخنده را تحت تأثیر قرار داده است. یوشینوری در سال ۱۴۲۹، یک سال قبل از تسلیم دربار جنوبی به عنوان شوگون منصوب شد. با این حال، در طول حکمرانی او، چندین شورش، از جمله شورش اوتومو و قیام راهبان شورشی در کوه هیئی رخ داد، که هر دو در سال ۱۴۳۳ انجام شد و شورش ایکیو تحت رهبری کاماکورا کوبو آشیکاگا موچیئوجی در سال ۱۴۳۸ رخ داد. یوشینوری با شکست دادن آشیکاگا موچیئوجی، که سال بعد به دلیل نارضایتی از یوشینوری خودکشی کرد، قدرت شوگون سالاری را تقویت کرد.
در این دوره، تماس‌های چینی افزایش یافت و [ذن] نفوذ یافت که پیامدهای فرهنگی گسترده‌ای داشت. برای مثال، «هوندو» یا تالار اصلی در ایکیو جی، امروزه قدیمی‌ترین معبد ایستاده به سبک دودمان تانگ در استان‌های یاماشیرو (در جنوب استان کیوتو) و یاماتو (استان نارا) است. این بنا در سال ۱۴۳۴ ساخته شد و توسط یوشینوری تقدیم شد.
پاگودا یاساکا در کیوتو در سال ۱۴۳۶ در اثر آتش‌سوزی ویران شد اما چهار سال بعد توسط یوشینوری بازسازی شد. پیش از این در سال ۱۴۳۲، سامورایی آکاماتسو میتسوسوکه از منطقه گریخت. و بعداً یوشینوری را در شورش کاکیتسو به قتل رساند. آکاماتسو نیز به نوبه خود توسط یامانا کشته شد.